# 鎌田町 (名古屋市)
鎌田町（かまたちょう）は、愛知県名古屋市昭和区の地名。

## 歴史

### 沿革
- 1931年（昭和6年）4月1日 - 中区御器所町の一部により、同区鎌田町が成立[3]。
- 1937年（昭和12年）10月1日 - 昭和区に編入され、同区鎌田町となる[3]。
- 1972年（昭和47年）8月1日 - 昭和区白金一丁目・白金二丁目・白金三丁目にそれぞれ編入され消滅[3]。